# Coridala
Coridala o Coridalla (in greco antico: Κορύδαλλα?, in latino Corydala) era una città dell'antica Licia, nell'odierna Turchia. Secondo Ecateo di Mileto, citato da Stefano di Bisanzio, anticamente, apparteneva ai Rodi. tuttavia, Coridala non si trovava a Rodi, né era uno dei possedimenti rodi nella Perea Rodia, in Caria. La Tabula Peutingeriana pone Coridala (citata come Coridallo) sulla strada da Faselide a Patara, città costiere distanti fra loro 29 miglia romane (43 km). Invece, Plinio il Vecchio colloca Coridalla all'interno della Licia, mentre Tolomeo la menziona insieme a Sagalassus, Rhodia, Phellus, Myra e altri luoghi, tutti situati intorno al Mons Massicytus.
Coridala è conosciuta soprattutto come la città natale di Aglais, alias Aristokila, figlia di Hermaios e madre del famoso evergete Opramoas di Rodiapoli, che si impegnò nella patria di sua madre come benefattore e le dedicò nella parte inferiore della stoà di Rodiapoli un monumento onorario.
La principale divinità di Coridala era probabilmente Leto, possibilmente equiparata alla "madre" della Licia. Monete della città del tempo di Gordiano III (r. 238-44) raffigurano anche Atena, Herakles e Tyche. Ulteriori dediche sono note per Artemide, i Dioscuri e Sarapis.
Le monete di Coridala coniate nel periodo imperiale la scritta Κορυδαλλεων.
Coridala divenne la sede di un vescovo cristiano, suffraganeo della sede metropolitana di Mira. Adesso è una sede titolare della chiesa cattolica.

## Il sito attuale
Il sito attuale è presso un villaggio chiamato Hacıveliler, situato vicino a Kumluca, sulla sponda orientale di un piccolo ruscello, a circa 26 km in linea d'aria a sud-ovest di Faselide. Li' fu scoperto in un vecchio muro un blocco quadrato con il lato inciso rivolto verso l'interno del muro. Nell'iscrizione, in lettere ben conservate, era inciso il nome della città, Corydalla. A Coridala sono visibili i resti di un piccolo teatro, di un acquedotto romano e di un enorme muro del periodo ellenico. L'iscrizione sopra citata è del tempo di Marco Aurelio, e da questa si evince che la città aveva la consueta costituzione greca, un senato e una rappresentanza popolare. Plinio menziona Gagae, Coridala e Rodiopoli, in quest'ordine; e Rodiopoli fu trovata da Spratt e Forbes vicino a Coridala.